# George Fisher Baker
George Fisher Baker (Troy (Nova Iorque), 27 de março de 1840 – 2 de maio de 1931) foi um financeiro e filantropo dos Estados Unidos. Em 1924 forneceu grande parte do financiamento inicial da  Harvard Business School com uma doação de 5 milhões de dólares. Em reconhecimento por esta doação generosa a Universidade de Harvard concedeu-lhe o título honorário de Doctor of Laws e deu o seu nome à biblioteca. Fez também várias grandes doações a causas caritativas de Nova Iorque e financiou a construção do Baker Field, a principal instalação de atletismo da Universidade de Columbia. Forneceu também 2 milhões de dólares para a Baker Memorial Library no Dartmouth College, que se tornou desde então um dos símbolos desta escola. Foi co-fundador - juntamente com o seu mentor John Thomspon, e os filhos deste Frederick Ferris Thompson e Samuel C. Thompson— do First National Bank of the City of New York em 1863. Esta instituição foi o primeiro banco nacional a ser criado em Nova Iorque ao abrigo do National Currency Act de 1863, e foi o antecessor do atual Citibank. Tornou-se presidente do do First National em 1 de setembro de 1877, e presidente do conselho de administração em 1909.

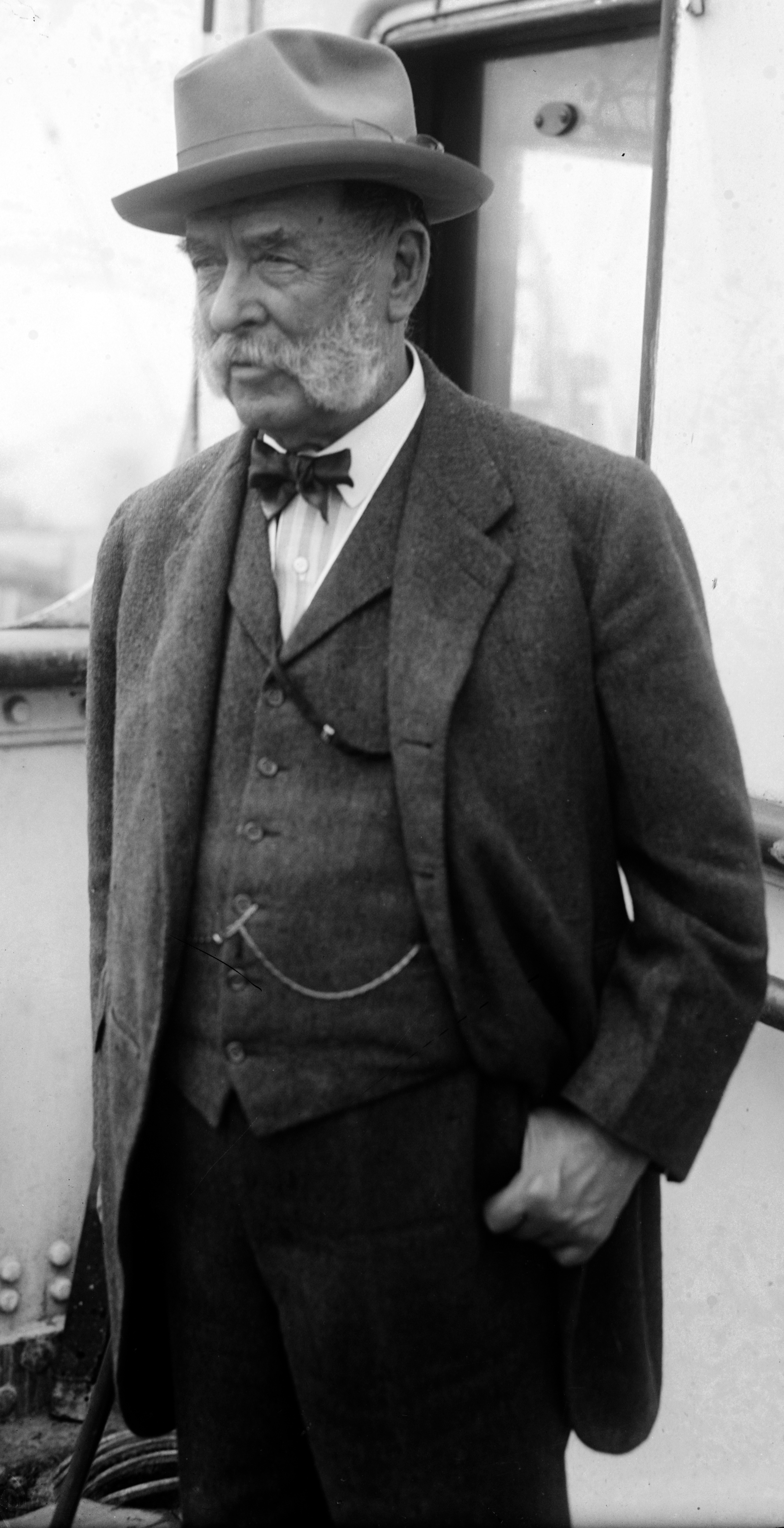
George F. Baker